# Weinmannia cymbifolia
Weinmannia cymbifolia là một loài thực vật có hoa trong họ Cunoniaceae. Loài này được Diels miêu tả khoa học đầu tiên năm 1906.